# 卡氏盖蛛
卡氏盖蛛（学名：Neriene cavaleriei）为皿蛛科盖蛛属的动物。在中国大陆，分布于甘肃、湖北、浙江、广西、贵州、四川等地，常栖息于草丛和灌木丛。该物种的模式产地在甘肃。